# Técnicas de conmutación
En redes informáticas, las técnicas de conmutación (switching) definen la manera en que los datos atraviesan el camino entre el nodo origen y el destino. La técnica de conmutación determina el tamaño de la unidad de control de flujo entre conmutadores, esto es, la unidad de información a la que puede asignarse almacenamiento (buffer) y canal de salida en el conmutador. 

## Funcionamiento
Por regla general, para transmitir un mensaje por la red es necesario trocearlo previamente, dividiéndolo en unidades más pequeñas, llamadas paquetes. Esta división suele realizarse en las interfaces de los nodos, por lo que las interfaces de red podrán enviar, recibir y procesar mensajes o paquetes, según el caso. En otras palabras, el paquete constituye la unidad de transferencia entre interfaces de red (nivel de red en el modelo OSI). 
Dependiendo de la técnica usada, la unidad de control de flujo entre conmutadores puede ser menor que un paquete; siendo así, cada paquete se compondrá de unidades más pequeñas, denominadas flits (de «flow control units»). En tal caso, el flit constituye la unidad de transferencia entre conmutadores (nivel de enlace).
Asimismo, el ancho del enlace impone un límite físico al tamaño de unidad transferible por dicho enlace en un ciclo de red, por lo que, a su vez, la unidad de control de flujo entre conmutadores puede dividirse en varios phits (de «physical units»). El phit constituye la unidad de transferencia entre controladores de enlaces (nivel físico).

## Tipos de técnicas
Las técnicas de conmutación básicas son:
- Conmutación almacenamiento y reenvío («Store and Forward»)
- Conmutación vermiforme («Wormhole Switching»)
- Conmutación virtual cut-through
- Conmutación de circuitos («Circuit Switching»)

Dentro de un sistema multicomputador, la técnica de conmutación es la faceta de diseño más determinante en el rendimiento de la red de interconexión.